# Estación de Shimbashi
La Estación de Shimbashi (東京駅 Shinbashi-eki?) es una estación ferroviaria localizada en el distrito comercial Minato en Tokio, Japón, a 10 minutos a pie del distrito comercial de Ginza, directamente al sur de la estación de Tokio.
Muchos servicios de trenes, como los trenes expresos limitados [excepto el servicio Shōnan] y los trenes rápidos de la línea Keihin-Tōhoku, no paran en esta estación.

## Historia
Shimbashi es la terminal original del primer tramo ferroviario de Japón, la línea principal Tōkaidō, y es una de las estaciones más antiguas de Japón (la estación más antigua es Shinagawa, a unos pocos kilómetros de la línea). La estación Shimbashi original, inaugurada el 10 de octubre de 1872, se construyó un poco al este de la estructura actual y se conocía como Shimbashi Teishajō (新橋停車場).

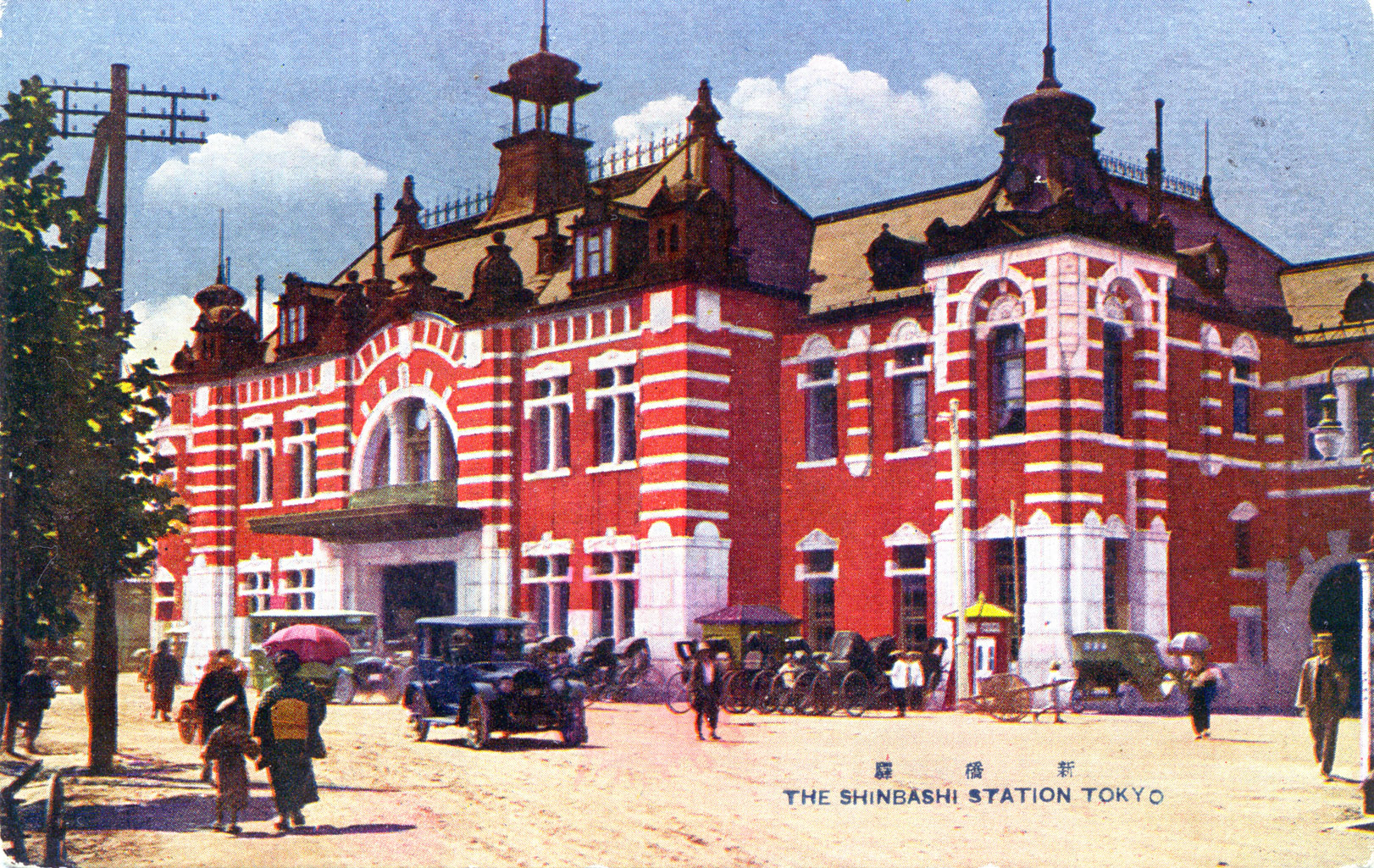
Estación Shimbashi, principios del

La estructura actual se inauguró el 16 de diciembre de 1909 como estación Karasumori (烏森駅) en la línea Yamanote. Con la extensión de la línea principal Tōkaidō a lo largo de su ruta actual hasta la nueva terminal en la estación de Tokio en 1914, la estación original fue demolida para dar paso a un patio de carga, la estación Shiodome (汐留駅), y la estación Karasumori pasó a llamarse Shimbashi. Estación.
La primera línea de metro de Japón, operada por la Tokyo Underground Railroad Company, se amplió hasta Shimbashi en 1934. En enero de 1939, la Tokyo Rapid Railway Company construyó una segunda estación de metro en Shimbashi para su línea desde Shibuya. Después de varios meses, las líneas se fusionaron para permitir el servicio y la estación TRR se cerró. En 1941, las dos compañías se fusionaron formando la actual Línea Ginza del Metro de Tokio. La Línea Ginza operó desde una única plataforma hasta 1980, cuando se abrió una segunda plataforma paralela para aliviar la congestión.

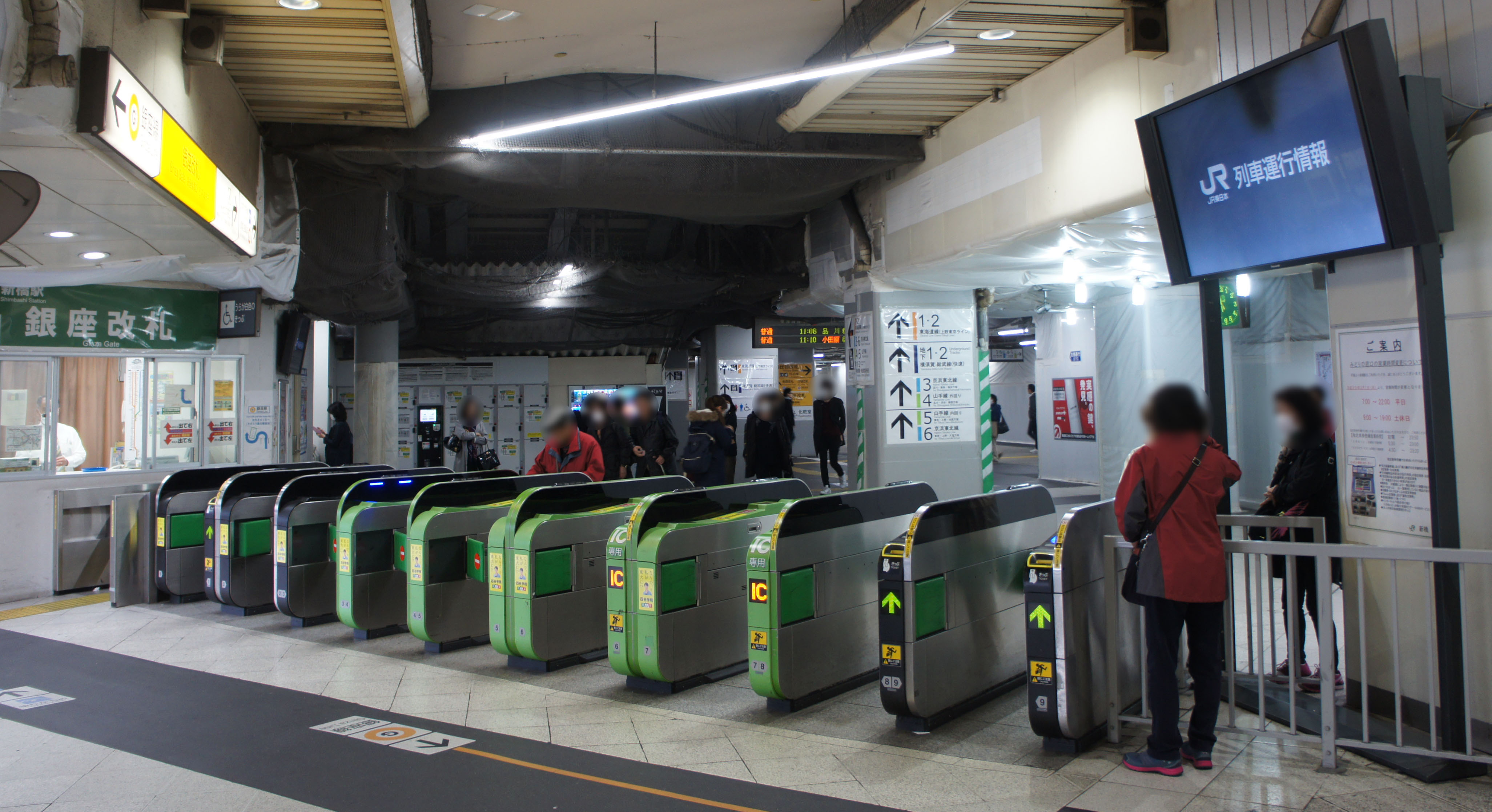
Entrada a la línea Ginza

La línea Toei Asakusa comenzó a prestar servicio a Shimbashi en 1968 y la estación elevada Yurikamome se inauguró en 1995.
La estación Shiodome cerró en 1986. El sitio fue declarado monumento nacional en 1996 y el área fue investigada arqueológicamente mientras se reconstruía como un distrito comercial ("Shiosite") con varios grandes bloques de oficinas. En 2003 se completó una reconstrucción del edificio original de la estación Shimbashi y parte de los andenes. Actualmente alberga una exposición de historia ferroviaria y un restaurante.
Las instalaciones de la estación de la Línea Ginza fueron heredadas por el Metro de Tokio tras la privatización de la Autoridad de Tránsito Rápido de Teito (TRTA) en 2004.
La cobertura de la tarjeta inteligente PASMO en esta estación comenzó a operar el 18 de marzo de 2007.